# بودن (سوئد)
شهر بودن (به سوئدی: Boden) در ناحیه شهری بودن در کشور سوئد واقع شده‌است. جمعیت این شهر ۹۳۵٫۶۲ نفر است.